# Radko Močivnik
Radko Močivnik, slovenski udeleženec NOB, diplomat, veleposlanik, ustavni sodnik, * 17. marec 1925, † 5. februar 2021

## Življenjepis

### Zasebno življenje
Radko Močivnik se je rodil leta 1925 v Ljubljani očetu Francu in materi Mariji, roj. Bučar. Mlajši brat Marjan, dolgoletni ravnatelj osnovne šole Šentjernej, je rojen leta 1930, umrl 2014. Leta 1943 je opravil veliko maturo na realni gimnaziji v Novem mestu. Dokončal je Višjo vojaško akademijo v Beogradu, kjer je bil tudi predavatelj. Leta 1967 je diplomiral na Ekonomski fakulteti v Beogradu pri mentorju prof. dr. Ljubiši Adamoviću, naslov diplomske naloge: Desetletje razvoja Združenih narodov.
Leta 1948 se je poročil s Tatjano iz znane družine Ples iz Devina pri Trstu. Leta 1949 se jima je rodil sin Mitja Močivnik, diplomant Ekonomske fakultete v Ljubljani. Leta 1978 se je v drugo poročil z Ido Zajc, roj. Jelen, iz Opatjega sela na Krasu, dolgoletno svetovalko predsednika RS  Milana Kučana za zunanje zadeve in veleposlanico Republike Slovenije na Madžarskem, v Ukrajini, Bolgariji in Moldaviji. Iz drugega zakona ima posinovljenca Luko Zajca, odvetnika in zaposlenega pri UEFA.
Tekoče je govoril slovenski, francoski, italijanski, angleški, nemški, srbski in hrvaški jezik. Je prejemnik številnih tujih in domačih odlikovanj.

### NOB in službovanje v vojski
V NOB se je vključil pri šestnajstih letih, leta 1941, kot mladinski aktivist. Na realni gimnaziji Novo mesto je bil sekretar SKOJ, v KPS (Komunistično partijo Slovenije) je bil sprejet leta 1943. Bil je v fašističnih zaporih, leta 1942 pa skupaj s 44 dijaki gimnazije Novo mesto odpeljan v koncentracijsko taborišče Monigo pri Trevisu.
Po vrnitvi iz taborišča je januarja 1943 nadaljeval z delovanjem v narodnoosvobodilnem gibanju. Dne 9.9.1943 se je pridružil oboroženemu narodnoosvobodilnemu boju, v 4. brigadi SNOUB (Slovenska narodno osvobodilna udarna brigada) “Matija Gubec”. V tretjem bataljonu Gubčeve brigade je bil najprej komisar čete in nato od leta 1944 do 8. maja 1945 komisar bataljona. V času tržaške krize je bil od leta 1945 do 1948 v Nabrežini pri Trstu v sestavi jugoslovanske vojaške misije pri 13. britanskem korpusu.  
Med letoma 1948 in 1949  je bil član jugoslovanske gospodarske misije v Trstu. Iz vojske se je leta 1960 demobiliziral s činom podpolkovnika.

### Diplomatska služba inOsimski sporazumi
Diplomatsko pot je začel kot prvi sekretar na Veleposlaništvu FNRJ (Federativna narodna republika Jugoslavija) v ZRN (Zvezna republika Nemčija) v Bonnu od leta 1955 do 1957. Med letoma 1961 in 1963  je bil svetnik na veleposlaništvu FNRJ v Republiki Italiji v Rimu. Med letoma 1963 in 1966  je bil ekonomski svetnik na veleposlaništvu SFRJ (Socialistična federativna republika Jugoslavija) v Republiki Franciji v Parizu. Med letoma 1968 in 1972  je bil minister svetnik na veleposlaništvu SFRJ v Rimu. Med letoma 1972 in 1975  je bil svetovalec zveznega sekretarja SFRJ za zunanje zadeve.
V tej funkciji je bil imenovan v državno pogajalsko skupino, katere naloga je bila, da se z italijansko stranjo doseže dokončna določitev kopenske meje in meje na morju. V pogajalski skupini je sodeloval v vseh fazah pogajanj, sestave in podpisa sporazumov, ki so bili podpisani 10. novembra 1975 v Osimu. S podpisom teh sporazumov ni bila le dokončno dogovorjena in urejena meja med Jugoslavijo in Italijo, temveč tudi zahodna meja Republike Slovenije, kar je bilo ključnega pomena v procesu osamosvajanja le-te.  
Od leta 1975 je bil predsednik komisije predsedstva CK ZK Slovenije za mednarodne odnose. Leta 1977 ga je predsednik Josip Broz Tito imenoval za izrednega in pooblaščenega veleposlanika SFRJ v Grčiji. V Atenah je veleposlaniško funkcijo opravljal do leta 1981, nato pa je bil do imenovanja za ustavnega sodnika veleposlanik na Zveznem sekretariatu za zunanje zadeve.

### Ustavno sodišče SFRJ
Leta 1983 je bil imenovan za ustavnega sodnika SFRJ. Vsaka od tedanjih šestih jugoslovanskih republik je v tistem obdobju imenovala dva zvezna ustavna sodnika.  
Na ustavnem sodišču je ključno prispeval k sprejetju odločitev, ki so pripomogle k procesu osamosvojitve Republike Slovenije, drugi ustavni sodnik SFRJ iz Slovenije v obdobju sprejemanja ključnih odločitev v obdobju osamosvajanja je bil prof. dr. Ivan Kristan. 
Prva tovrstna odločitev je bila presoja skladnosti X. amandmaja k ustavi SRS (Socialistična republika Slovenija) iz leta 1989 z ustavo SFRJ. Ta amandma je Sloveniji določal pravico do samoodločbe, in je sprejet kot reakcija na amandmaje k ustavi SFRJ iz leta 1974, ki jih je sprejela jugoslovanska zvezna skupščina leta 1988. Slednji so predvidevali centralizacijo Jugoslavije in zmanjševanje avtonomije zveznih enot. 
Ustavno sodišče je odločilo, da X. amandma k ustavi SRS ni v neskladju z ustavo SFRJ. Pri tem je ustavno sodišče sprejelo pravno stališče, da pravica do samoodločbe ni bila konzumirana z vstopom Slovenije v jugoslovansko federacijo. 
Konec leta 1990 je Ustavno sodišče SFRJ prejelo pobudo za presojo skladnosti slovenskega Zakona o plebiscitu o neodvisnosti in samostojnosti Republike Slovenije z ustavo SFRJ. Pobudnik – Zvezni  zbor skupščine SFRJ – je predlagal izdajo začasne odredbe, ki bi zadržala izvedbo referenduma. Ustavno sodišče je zavrnilo predlog za izdajo takšne začasne odredbe, s čimer sta slovenska ustavna sodnika preprečila sprejem odločitve, ki bi bila pravna podlaga za preprečitev plebiscita.   
Pomen teh dveh odločitev ustavnega sodišča je bil daljnosežen zato, ker je bilo Ustavno sodišče SFRJ skladno s tedanjim jugoslovanskim pravnim redom edini pristojni organ, ki bi lahko presodil, da pravica do samoodločbe Slovenije in sama izvedba plebiscita o samostojnosti in neodvisnosti Republike Slovenije nista skladni z ustavo SFRJ in posledično z jugoslovanskim pravnim redom.
Po desetdnevni vojni v Sloveniji (slovenska osamosvojitvena vojna, 27. junij 1991 – 7. julij 1991) in po sklenitvi Brionskega sporazuma se je po navodilu slovenskega državnega vodstva vrnil v Beograd. Ustavno sodišče je konec julija 1991 odločalo o pobudi samega predsednika tega sodišča Buzadjića, da je bil sklep predsedstva SFRJ o umiku vojakov JLA (jugoslovanska ljudska armada) iz Slovenije,  dne 18.7.1991, v neskladju z ustavo SFRJ. S sodnikom Kristanom sta opozorila, da bi bila tovrstna odločitev v nasprotju z Brionskim sporazumom in bi pomenila podlago za novo vojno v Sloveniji. Ustavno sodišče ni sprejelo odločitve, iz katere bi bilo razvidno, da je odločitev o umiku vojakov JLA iz Slovenije v neskladju z zvezno ustavo. Posledično so zadnji jugoslovanski vojaki ozemlje RS zapustili dne 25.10.1991.
Po vrnitvi v Ljubljano se je upokojil, star 66 let.

### Smrt
Po smrti soproge Ide Močivnik leta 2009 je krajši čas živel v Grosupljem, nato pa v Kopru. Umrl je dne 5.2.2021 zaradi poslabšanja zdravstvenega stanja kot posledice visoke starosti.